# L'un per l'altre
L'un per l'altre (en castellano: «El uno por el otro») es una serie de televisión de TV3 dirigida por Pep Anton Gómez y protagonizada en los papeles principales por Jordi Sànchez y Mònica Glaenzel. Con un total de 39 episodios se emitió en dos temporadas entre los años 2003 y 2005, siendo repuesta en verano de 2018.

## Argumento
Toni es un maestro de historia y arqueólogo frustrado, casado con Maria, recepcionista del Hotel Lisboa. Él es hijo de los propietarios de un sex-shop de Barcelona, regentado por Rosa y el Poppins, quien dedica su tiempo libre a la vida contemplativa y a la música rock. La serie comienza cuando Toni y María se van a vivir a un piso situado encima del sex-shop, regalo de los suegros de María, con los que ellos siempre se sienten en deuda.